# 一般廃棄物
一般廃棄物（いっぱんはいきぶつ、General waste）とは、日本やシンガポールなどの法制度で用いられている廃棄物の区分。
日本の廃棄物の処理及び清掃に関する法律では廃棄物をまず一般廃棄物と産業廃棄物に大別する。シンガポールの廃棄物回収分類では廃棄物を一般廃棄物（General waste）と有害産業廃棄物（Toxic Industrial Waste）に分け、一般廃棄物を産業廃棄物（非有害産業廃棄物）、商業廃棄物、家庭廃棄物等に区分している。なお、米国のMunicipal solid waste（都市廃棄物）を「一般廃棄物」と訳す資料もある。

## 日本の一般廃棄物
廃棄物の処理及び清掃に関する法律の第2条第2項（以下、「法」という）において、産業廃棄物以外の廃棄物をいう、とされている。

### 種類
法律上は、「一般廃棄物」と「特別管理一般廃棄物」のみである。特に後者は「爆発性、毒性、感染性その他の人の健康又は生活環境に係る被害を生ずるおそれがある性状を有するものとして政令で定めるもの」を指す（法第2条第3項）。
「事業系一般廃棄物」という言葉は、便宜上よく使われるが、法律に定義された言葉ではなく、処理方法や規制などに関しての法律上の取り扱いは家庭ゴミと何ら変わらない。ただし東京23区などの一部の市町村では、地方自治体の条例で「事業系一般廃棄物」を定義し、独自のマニフェスト制度を設けたり、リサイクルに関する報告を義務付けたりするなど、家庭ゴミとは分けて特別の取り扱いをしていることもある。
一般廃棄物
- ごみ
  - 家庭系一般廃棄物：家庭から排出される廃棄物
  - 事業系一般廃棄物：事業者が排出する産業廃棄物以外の廃棄物
- し尿

特別管理一般廃棄物
- 家電製品に含まれるPCB
- 廃水銀
- ばいじん（煤塵）
- 感染性一般廃棄物

### 処理
一般廃棄物の収集・運搬および処分は、市町村に処理責任があり、市町村自らが行うのが原則である。（法6条、6条の2）
ただし、市町村で行うことが困難な場合に限り、市町村長は一定の要件を満たした業者の申請により、ごみ処理基本計画に基づいて一般廃棄物処理業の許可を与えることができる（法7条5項および10項）。
また、上記の許可がなくても、事業者が自身の排出する一般廃棄物を自ら処理することと、「専ら再生利用の目的となる一般廃棄物」のみの収集・運搬は可能である。（法7条）

## シンガポールの一般廃棄物

### 定義
環境公衆衛生（一般廃棄物収集）規則第2条で次のものと定義されている。
1. 廃棄物または産業廃棄物のうち、環境公衆衛生（有害産業廃棄物）規則で定められた有害産業廃棄物を除いたもの
2. グリス阻集器からの廃棄物
3. 下水道システムからでる廃棄物で、下水処理施設、腐敗性タンク、水洗トイレからの廃棄物を含む
4. 下水道システムに繋がっていない衛生施設から出る廃棄物で、自動車、船舶、航空機の衛生施設からの廃棄物を含む
5. 危険物質のうち、処理済で、廃棄しても無害で安全であるもの
6. 有害産業廃棄物のうち、処理済で、廃棄しても無害で安全であるもの

### 種類
環境公衆衛生（一般廃棄物収集）規則でA類からD類に分類される。
- A類
  - 不必要となった家具や電気製品、建設・解体の残がい、樹木の枝や幹を切り落としたものなどかさばる廃棄物
  - 腐敗しない産業廃棄物
- B類
  - 家庭廃棄物、食品廃棄物、市場廃棄物
  - 有機物の含有が高く、腐敗する産業廃棄物
- C類
  - スラッジとグリス阻集器からでる廃棄物
  - 下水道、スラッジ、そのほか水洗トイレや下水道処理施設、腐敗性タンク、他の種類の下水道システムからでる廃棄物
  - 下水道システムに繋がっていない衛生施設からでる廃棄物で自動車・船舶・航空機の衛生施設を含む
- D類
  - 危険物質のうち、処理済で、廃棄しても無害で安全であるもの
  - 有害産業廃棄物のうち、処理済で、廃棄しても無害で安全であるもの

### 処理
一般廃棄物の分類ごとに収集業者は国家環境庁が発行する免許を取得しなければならない。